# Ann Hyland
Ann Hyland, née le 1er janvier 1936, est une écrivain et historienne spécialisée dans l'équitation et l'entraînement des chevaux. Elle est également consultante pour le Oxford English Dictionary. Ann Hyland entraîne des chevaux en plus d'être une conférencière indépendante sur les sujets équestres.